# Bahnhof Mariënberg
Der Bahnhof Mariënberg ist ein Bahnhof im niederländischen Ort Mariënberg (Gemeinde Hardenberg) in der Provinz Overijssel. Der Bahnhof wurde am 1. Februar 1905 an der Bahnstrecke Zwolle–Stadskanaal eröffnet. Am 1. Oktober 1906 kam die Bahnstrecke Mariënberg–Almelo hinzu.

## Geschichte
Der Bahnhof wurde im Auftrag der Noordoosterlocaalspoorweg-Maatschappij (NOLS) erbaut. Der Entwurf des Bahnhofgebäudes stammt von Eduard Cuypers. Der Güterverkehr von und nach dem Bahnhof wurde am 10. Januar 1966 beendet.
2001 hat die Nederlandse Spoorwegen das Bahnhofsgebäude verkauft. Dort ist jetzt das Café „Het Station“ zu finden.

## Streckenverbindungen
Im Jahresfahrplan 2022 verkehren folgende Linien am Bahnhof Mariënberg:
| Zugtyp             | Linienverlauf                    | Frequenz                                                                |
| ------------------ | -------------------------------- | ----------------------------------------------------------------------- |
| Sneltrein (Arriva) | Zwolle – Mariënberg – Emmen      | stündlich (Blauwnet)                                                    |
| Stoptrein (Arriva) | Zwolle – Mariënberg – Emmen      | stündlich (Blauwnet)                                                    |
| Stoptrein (Arriva) | Almelo – Mariënberg – Hardenberg | stündlich (Blauwnet; fährt in der HVZ und samstagmittags halbstündlich) |

## Galerie

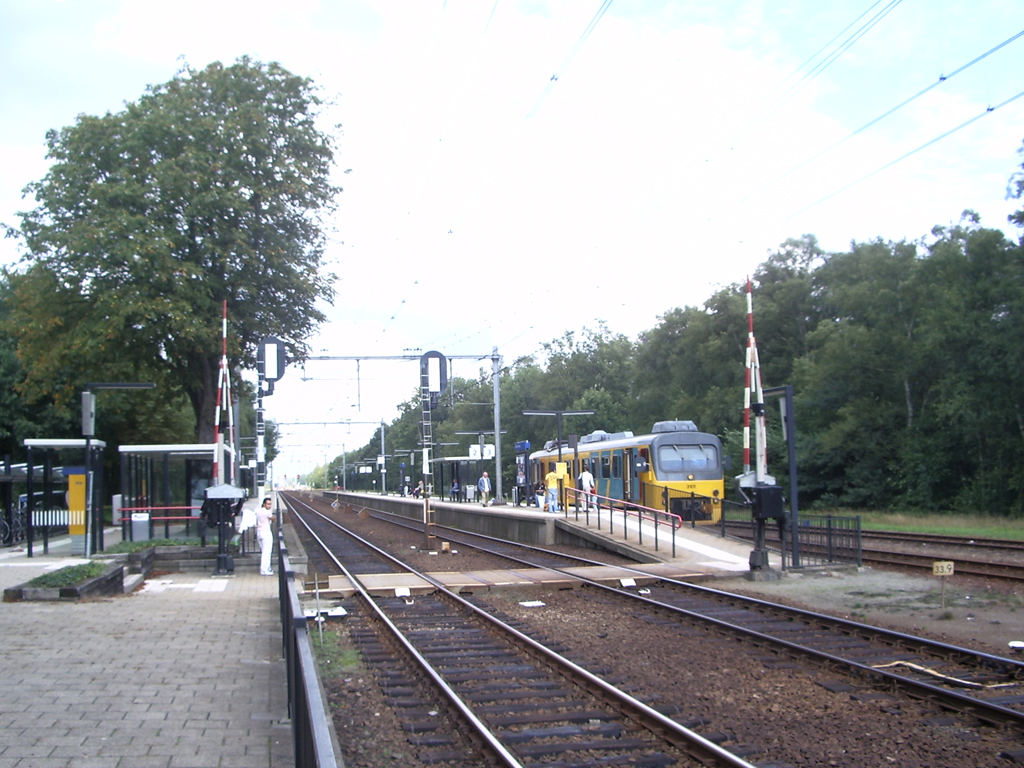
Die Bahnsteige mit dem alten stoptrein (Veenexxpres) nach Almelo.
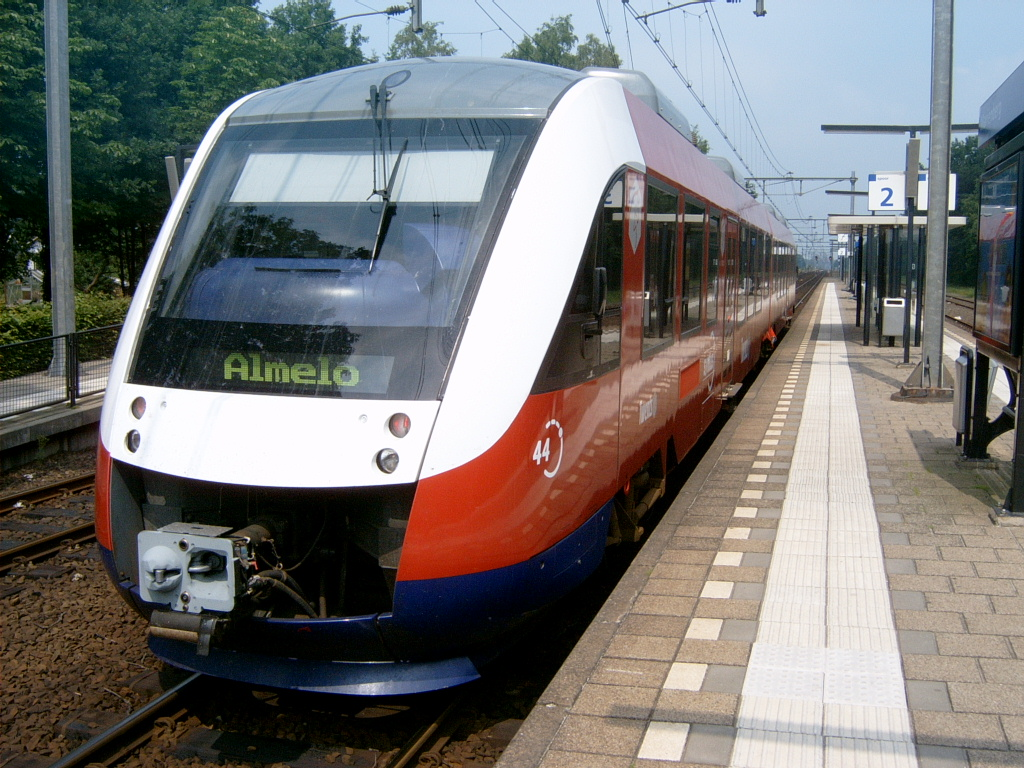
Ein roter LINT Richtung Almelo in Mariënberg.